# Współczynnik korelacji Pearsona

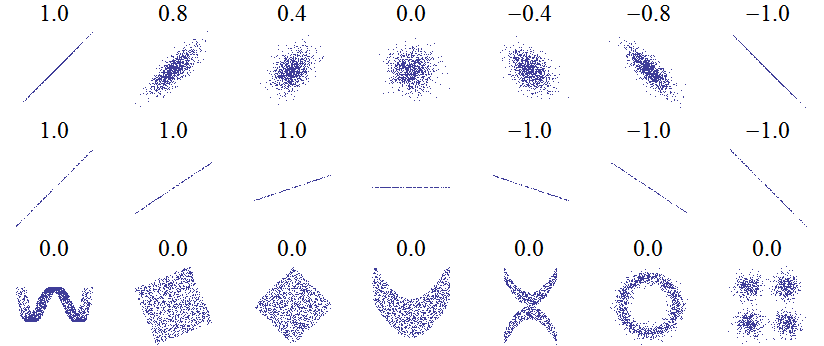
Przykładowe wykresy danych (x, y) i odpowiadające im wartości współczynnika korelacji liniowej Pearsona

Współczynnik korelacji liniowej Pearsona – współczynnik określający poziom zależności liniowej między zmiennymi losowymi. Został opracowany przez Karla Pearsona.

## Wzory matematyczne
Niech {\displaystyle x} i {\displaystyle y} będą zmiennymi losowymi o dyskretnych rozkładach. {\displaystyle x_{i},y_{i}} oznaczają wartości prób losowych tych zmiennych {\displaystyle (i=1,2,\dots ,n),} natomiast {\displaystyle {\overline {x}},{\overline {y}}} – wartości średnie z tych prób, tj.
{\displaystyle {\overline {x}}={\frac {1}{n}}\sum _{i=1}^{n}x_{i},{\overline {y}}={\frac {1}{n}}\sum _{i=1}^{n}y_{i}.}
Wówczas estymator współczynnika korelacji liniowej definiuje się następująco:
{\displaystyle r_{xy}={\frac {\sum _{i=1}^{n}(x_{i}-{\overline {x}})(y_{i}-{\overline {y}})}{{\sqrt {\sum _{i=1}^{n}(x_{i}-{\overline {x}})^{2}}}{\sqrt {\sum _{i=1}^{n}(y_{i}-{\overline {y}})^{2}}}}},}
{\displaystyle r_{xy}\in [-1,1].}
Ogólnie współczynnik korelacji liniowej dwóch zmiennych jest ilorazem kowariancji i iloczynu odchyleń standardowych tych zmiennych:
{\displaystyle r_{XY}={\frac {\mathrm {cov} (X,Y)}{\sigma _{X}\sigma _{Y}}}.}
W szczególności dla zmiennych losowych o dyskretnych rozkładach ma on postać
{\displaystyle r_{XY}={\frac {\mathrm {cov} (X,Y)}{\sigma _{X}\sigma _{Y}}}={\frac {\left(\sum _{i=1}^{n}\sum _{j=1}^{m}P(X=x_{i},Y=y_{j})x_{i}y_{j}\right)-{\overline {X}}\;{\overline {Y}}}{{\sqrt {\left(\sum _{i=1}^{n}P(X=x_{i})x_{i}^{2}\right)-{\overline {X}}^{2}}}{\sqrt {\left(\sum _{i=1}^{m}P(Y=y_{i})y_{i}^{2}\right)-{\overline {Y}}^{2}}}}}.}
Wartość współczynnika korelacji mieści się w przedziale domkniętym [−1, 1]. Im większa jego wartość bezwzględna, tym silniejsza jest zależność liniowa między zmiennymi.
{\displaystyle r_{xy}=0} oznacza brak liniowej zależności między cechami, {\displaystyle r_{xy}=1} oznacza dokładną dodatnią liniową zależność między cechami, natomiast {\displaystyle r_{xy}=-1} oznacza dokładną ujemną liniową zależność między cechami, tzn. jeżeli zmienna {\displaystyle x} rośnie, to {\displaystyle y} maleje i na odwrót.
Współczynnik korelacji liniowej można traktować jako znormalizowaną kowariancję. Korelacja przyjmuje zawsze wartości w zakresie [−1, 1], co pozwala uniezależnić analizę od dziedziny badanych zmiennych.

## Poziomy korelacji i ich interpretacja
| Korelacje | Ujemne       | Dodatnie   |
| --------- | ------------ | ---------- |
| Słabe     | −0,5 do 0,0  | 0,0 do 0,5 |
| Silne     | −1,0 do −0,5 | 0,5 do 1,0 |

Korelacje można interpretować jako silne, słabe, ujemne. Interpretacja taka jest jednak arbitralna i nie możemy jej traktować zbyt ściśle. Na przykład współczynnik równy 0,9 dla socjologów i ekonomistów oznacza silną korelację, a dla fizyków posługujących się wysokiej klasy pomiarami przy badaniu praw przyrody oznacza korelację słabą. Z drugiej strony poziom korelacji ma wpływ na czas życia korelacji.

## Ograniczenia stosowalności
- podatny na obserwacje skrajne.
- interpretacja jest oczywista tylko dla wielowymiarowego rozkładu normalnego (jest wtedy estymatorem elementu macierzy współczynników tego rozkładu).